# Ivan Sproule
Pour les articles homonymes, voir Sproule.
Ivan Sproule est un footballeur nord-irlandais, né le 18 février 1981 à Castlederg. Il évolue comme milieu offensif.

## Biographie
Le 10 janvier 2013, Ivan Sproule est transféré d'Hibernian à Ross County où il signe un contrat de 18 mois.

## Palmarès
- Hibernian
  - Vainqueur de la Coupe de la Ligue écossaise en 2007.